# Natakamani

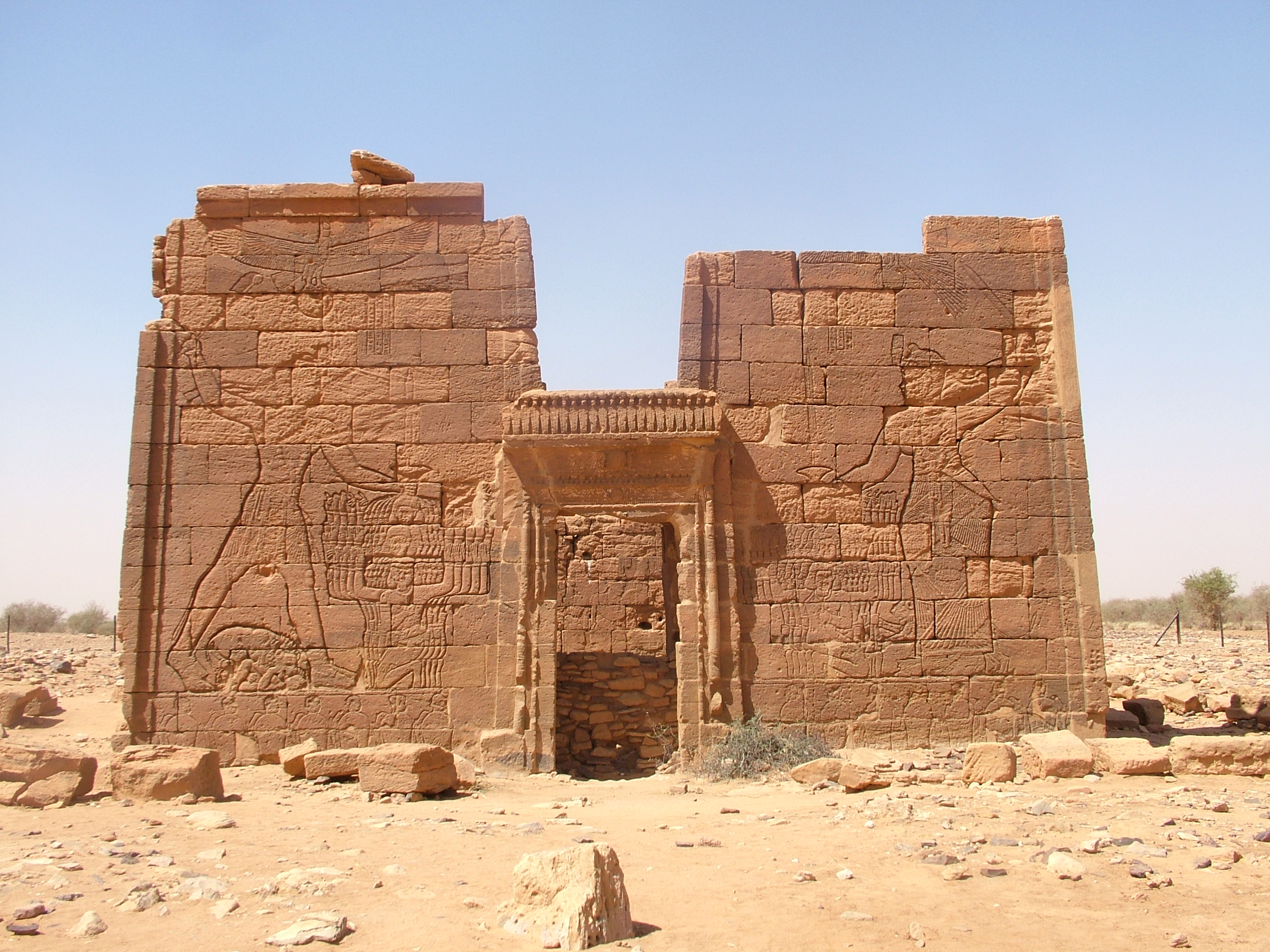
Natakamani és Amanitore lesújt az ellenségeikre a naqai Apedamak templom pülónján

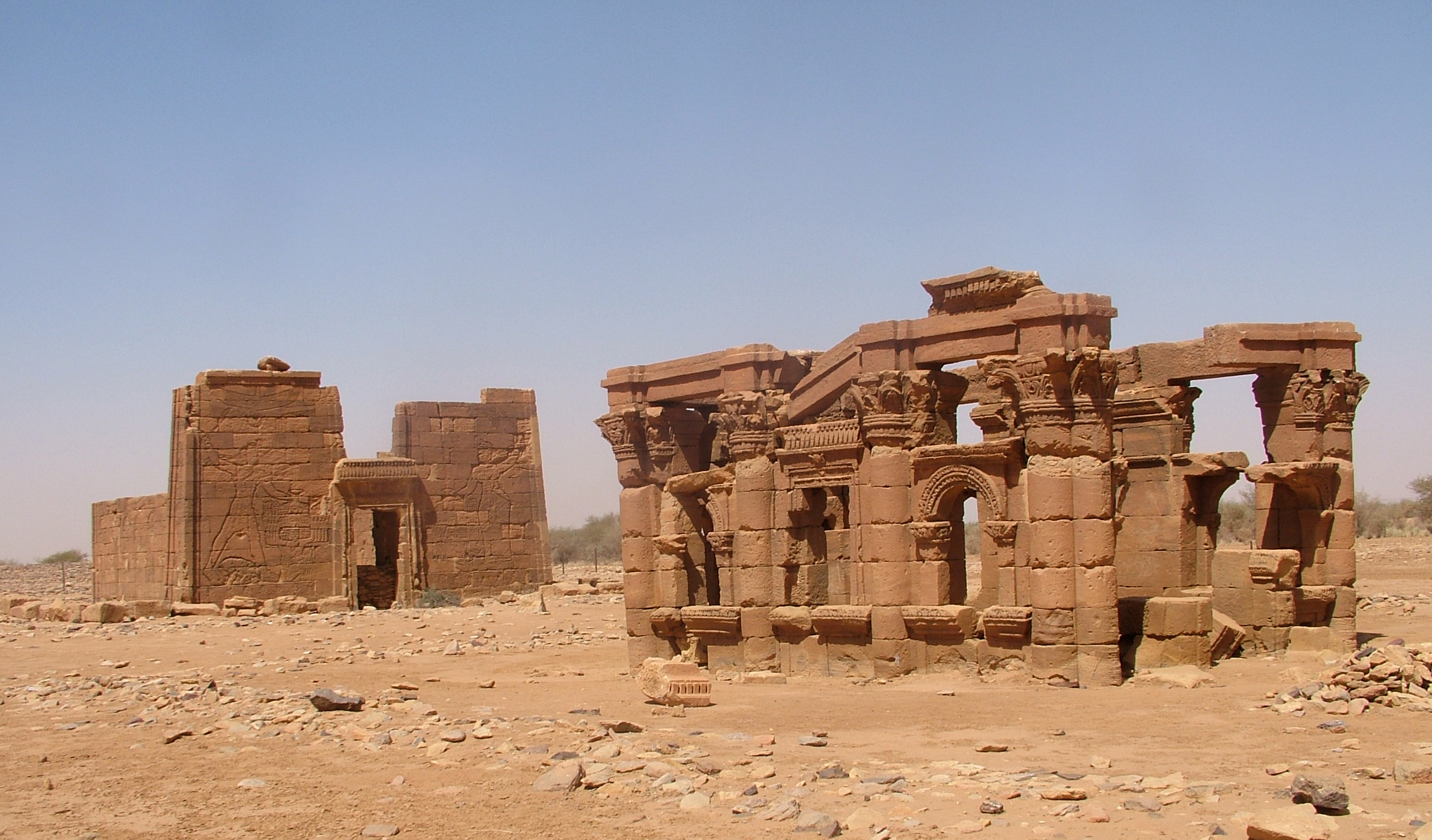
Apedamak temploma és a úgynevezett római kioszk Naqában

Natakamani núbiai kusita király a Kr. u. 1. század közepén. Társuralkodójával, Amanitore királynővel folytatott közös uralkodása jelenti sok szempontból a meroitikus korszak kulturális virágkorát.

## Családi háttére
A rendelkezésünkre álló gyér írásos anyag, és a meroita nyelv megfejtetlensége miatt csak nagyon korlátozott ismeretünk van a társuralkodók származásáról. Az utóbbi időkig Amanikhalabe királyt tartották elődjüknek, azonban az elmúlt években olyan leletek kerültek napvilágra naqai Ámon templom ásatásai során, amelyek egy korábban a Kr. u. 2. század közepére datált királyt, Amanikhareqeremet talán közvetlenül Natakamani és Amanitore elé helyezik a kusita királyi kronológiában.
A kutatás jelenlegi állása szerint még nem tisztázott, hogy Amanitore Natakamani testvére és/vagy felesége, esetleg anyja volt-e. Az ábrázolások alapján azonban annyi bizonyos, hogy Amanitore is teljes uralkodói díszben jelenik meg a király mellett, amely egy különleges táruralkodói viszonyra utal. Valószínű továbbá, hogy az ábrázolásokon megjelenő három királyi herceg, Arkankharor, Arkhatani és Shorakaror közös gyermekeik voltak. A két előbbi gyermek, azonban még a királyi pár halála előtt elhunyt így az utód Shorakaror lett.

## Uralkodása és építkezései
A Kusita királyság Natakamani idején érte el kulturális zenitjét. A Kr. e. 1. század 30-as éveiben Dél-Egyiptomban és Núbiában Augustus császár seregével folytatott fegyveres harc konfliktusok után, a Kr. e. 22-ben megkötött Számoszi Béke jelentős prosperitást hozott Núbiának. A Római Birodalommal folytatott intenzív és biztonságosan szabályozott kereskedelem, az egzotikus afrikai luxuscikkek (elefántcsont, fafélék, állatbőrök, fűszerek, gyógyszerek, strucctojás stb.) exportja jólétet hozott, legalábbis a királyság vezető rétegei számára. 
Ezzel párhuzamosa számos árucikk jutott el a mediterrán világból Meroéba. Több núbiai művészeti és építészeti alkotásban érzékelhető a hellénisztikus, elsősorban az alexandriai művészet hatása. 
Jól kimutatható továbbá a kusita papi központoknak és a nagy felső-egyiptomi templomközpontoknak is az ismét felélénkülő kapcsolata. Nem véletlen, hogy közel kétszáz év után ebben az időszakban jelenik meg újra az egyiptomi hieroglifákkal is leírt királynevek, a meroitikus nyelvű feliratok mellett, és királysírokban is feltűnnek ismét az óegyiptomi halotti szövegek.
Natakamini és Amanaitore idején páratlan építkezési hullám indult meg a királyság nagy szakrális központjaiban. Jelentős felújítást hajtottak végre az ősi napatai nagy Amon templomban, amelynek közelében hatalmas, gazdagon díszített, legalább két szintes királyi palotát építettek, valamint a nagy meroéi központi Amon templomban. Tovább építkezéseket folytattak Amarában a Nílus 2. és 3. kataraktája közötti település Amon templomában, az 5. katarakta környéki dangeili templomban. Ízisz istennő számára is jelentős templomot emeltek ebben a korban Wadi ben Nagában. 
Legjobb állapotban azonban ma a Butánán található nagy naqai Amun templom látható, amelynek közelében, Apedamak oroszlánistennek emeltek egy egyhelyiséges templomot. Az Apedamak templom és az előtte álló valószínűleg bárkamegállóként funkcionáló híres számos hellénisztikus építészeti elemet felvonultató úgynevezett Római Kioszk a meroitikus építészet emblematikus és talán ma a legismertebb alkotása.

## Sírja

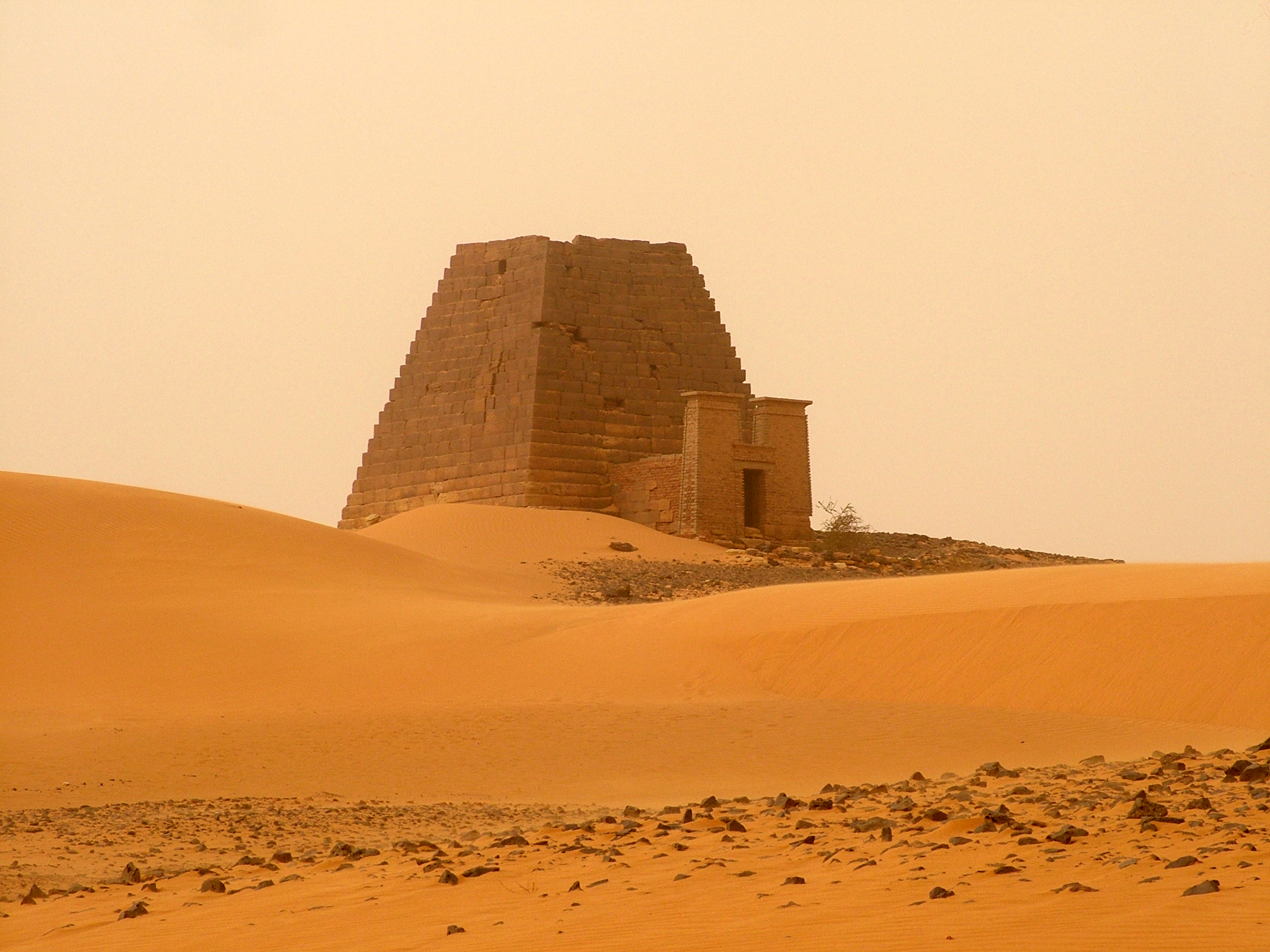
Natakamani piramisa és halotti kápolnája Meroéban

Natakamani piramisa és kápolnája a meroéi északi piramistemetőben található. A sírkápolna falán feltűnik az oroszlános trónon ülő Ízisz istennő által oltalmazott uralkodó, aki számára gazdag áldozatot mutatnak be.
A piramis a sírcsoport északkeleti szélén áll a lehető legmesszebb áll táruralkodójának Amanitore királynő sírjától. A sírok furcsa helyzetének magyarázata jelenleg nem ismert.

## Lásd még
- Kusita uralkodók listája

## Külső hivatkozások
- (angol) Válogatás Natakamani korából származó tárgyakból